# Oxyna tianshanica
Oxyna tianshanica är en tvåvingeart som beskrevs av Valery Korneyev 1990. Oxyna tianshanica ingår i släktet Oxyna och familjen borrflugor. Inga underarter finns listade i Catalogue of Life.